# Снежный ком (метод погашения кредитов)
Снежный ком (англ. Debt-snowball method) — это метод погашения кредитов, при условии что их количество больше одного. Согласно этой стратегии, начинать расплачиваться надо со счетов с наименьшим сальдо, при этом выплачивая минимальный платёж по более крупным кредитам. После погашения наименьшего кредита переходят к следующему большему долгу и так далее, в конце погашается наибольший кредит. Этот метод иногда противопоставляется методу суммирования долга, также называемому «методом снежной лавины», при котором сначала оплачиваются счета с самой высокой процентной ставкой.
Метод снежного кома наиболее часто применяется для погашения возобновляемого кредита — такого как кредитные карты. В соответствии с этим методом дополнительные денежные средства предназначены для выплаты долгов с наименьшей суммой задолженности.

## Методология
Основные шаги при погашении кредита по методу снежного кома следующие:
1. Перечислить все долги в порядке возрастания от наименьшего остатка до наибольшего. Это главная отличительная особенность метода в том, что порядок определяется суммой задолженности, а не процентной ставкой. Однако, если два долга очень близки по задолженности, то долг с более высокой процентной ставкой будет перемещён выше в списке.
2. Обязаться платить минимальный платёж по каждому долгу.
3. Определить, сколько дополнительного можно выплатить по наименьшему долгу.
4. Выплатить минимальный платёж плюс дополнительную сумму в счёт этого наименьшего долга, пока он не будет погашен.
5. После того, как долг выплачен полностью, добавить старый минимальный платёж (плюс любую доступную дополнительную сумму) из первого долга к минимальному платежу по второму наименьшему долгу и применить новую сумму к погашению второго наименьшего долга.
6. Повторять, пока все долги не будут оплачены полностью.

Теоретически, к тому времени, когда дело дойдёт до последних долгов, дополнительная сумма будет быстро расти как снежный ком, катящийся вниз по склону, отсюда и название метода.

## Эффективность
В статье на Forbes Роб Бергер отмечает, что в гипотетическом анализе метод снежного кома долга потенциально может привести к тому, что с течением времени выплачивается больше процентов, чем при методе снежной лавины, сосредоточенном на процентных ставках, однако он отмечает, что «люди на самом деле не являются рациональными существами» и подчёркивает, что исследования, как правило поддерживают метод снежного кома в реальных сценариях. Основным преимуществом стратегии снежного кома является психологическая выгода от скорейшего получения результатов в том смысле, что должник видит сокращение как количества кредиторов, так и сумм, причитающихся каждому кредитору. В исследовании, проведённом в 2012 году Северо-западной школой управления Kellogg, исследователи обнаружили, что «потребители, которые в первую очередь берутся за малые остатки, более склонны погасить свой общий долг», чем те, кто сначала пытаются погасить остатки с высокой процентной ставкой. Исследование 2016 года в журнале Harvard Business Review пришло к аналогичному выводу:
Мы проверили множество гипотез и в конечном итоге пришли к выводу, что не размер выплаты или то, как мало остаётся на карте после оплаты, оказывает наибольшее влияние на восприятие людьми прогресса, а то, какую часть баланса им удаётся погасить. Таким образом, сосредоточение внимания на погашении счёта с наименьшим балансом, как правило, оказывает наиболее сильное влияние на ощущение прогресса у людей – и, следовательно, на их мотивацию продолжать выплачивать свои долги.
Исследование, проведённое Моти Амаром и его коллегами (2011) выявило противоречивость результатов исследований Kellogg и Harvard Business Review. Амар и соавторы (2011) обнаружили, что люди естественным образом используют метод снежного кома, сначала расплачиваясь с небольшими долгами, и это негативно отражается на их финансовых результатах, поскольку они продолжают погашать долги неэффективным способом. Кроме того, Амар обнаружил, что ограничение возможности участников полностью погашать небольшие долги фактически помогло им быстрее сократить общую задолженность, переориентировав их внимание на погашение долгов с высокими процентами. Естественная тенденция сначала расплатиться с небольшими долгами (которую Амар и другие назвали «неприятием долговых счетов») объясняется привлекательностью достижения целей, которые видятся близкими к завершению, и тем фактом, что множественные потери (например, задолженности), вызывают большее беспокойство, чем одна потеря эквивалентной стоимости.
Автор и радиоведущий Дейв Рэмси, сторонник метода снежного кома, признаёт, что математический анализ подтверждает большую эффективность стратегии по выплате долга с наивысшим процентом в первую очередь. Тем не менее, основываясь на своём опыте, Рэмси утверждает, что личные финансы — это «20 % знаний и 80 % поведения», и утверждает, что люди, пытающиеся сократить долг, нуждаются в «быстрых победах» (то есть в погашении наименьшего долга), чтобы оставаться мотивированными к сокращению задолженности.